# LibInfo
A LibInfo (Magyar Könyvtárak Internetes Tájékoztató Szolgáltatása – Librarian Information Online) egy ún. online referensz szolgáltatás, amely általános tudakozó jelleggel működik. A szolgáltatás célja, hogy a magyar Internet-használók számára az Internet adta lehetőségeket alapul véve a szolgáltató intézményekben felhalmozott ismeretek (nyomtatott és digitális források) révén segítséget nyújtson az információt keresőknek a legkülönbözőbb témakörökben.
1999 óta működő internetes tájékoztató szolgáltat, melynek tagja több hazai könyvtár, különböző szakterületeket képviselő intézmények és magánszemélyek.  A 2001 novembere óta konzorciumi keretek között működő szolgáltatás (hivatalosan: Magyar Könyvtárak Internetes LibInfo Konzorcium Tájékoztató Szolgáltatása) online formában érhető el és vehető igénybe magyar, angol vagy német nyelven. A könyvtárosoknak feltett kérdésekre az adott témakörrel megbízott könyvtárak munkatársai válaszolnak maximum 48 órán belül elektronikus formában. A szolgáltatásban részt vevő intézmények adatai, (könyvtárak és szakterületeik, válaszadó könyvtárosok és elérhetőségeik) megtalálhatók a LibInfo honlapján (Taglista).
A LibInfo 2001-ben elfogadott Szervezeti és Működési Szabályzata valamint Etikai Kódexe a szolgáltatás honlapjáról elérhető. A szolgáltatás működtetője az Országos Széchényi Könyvtár.

## Működés
- A felhasználónak (szolgáltatást igénybe vevőnek) a LibInfo honlapján egy űrlapot kell kitöltenie.
- A kérdést a LibInfo moderátora kiosztja a szakterületet vállaló könyvtárnak, ahol a könyvtáros megkeresi a választ, melyet feltölt a LibInfo oldalára.
- Az űrlapon megadott e-mail címre a szolgáltatást igénybe vevő 48 órán belül választ kap kérdésére, mely ugyanakkor a webfelületen is elérhetővé válik e-mail címe és a kérdés számának beírásával.

## Külső hivatkozások
- LibInfo http://libinfo.oszk.hu
- Országos Széchényi Könyvtár http://www.oszk.hu